# Pierre Jean Jouve

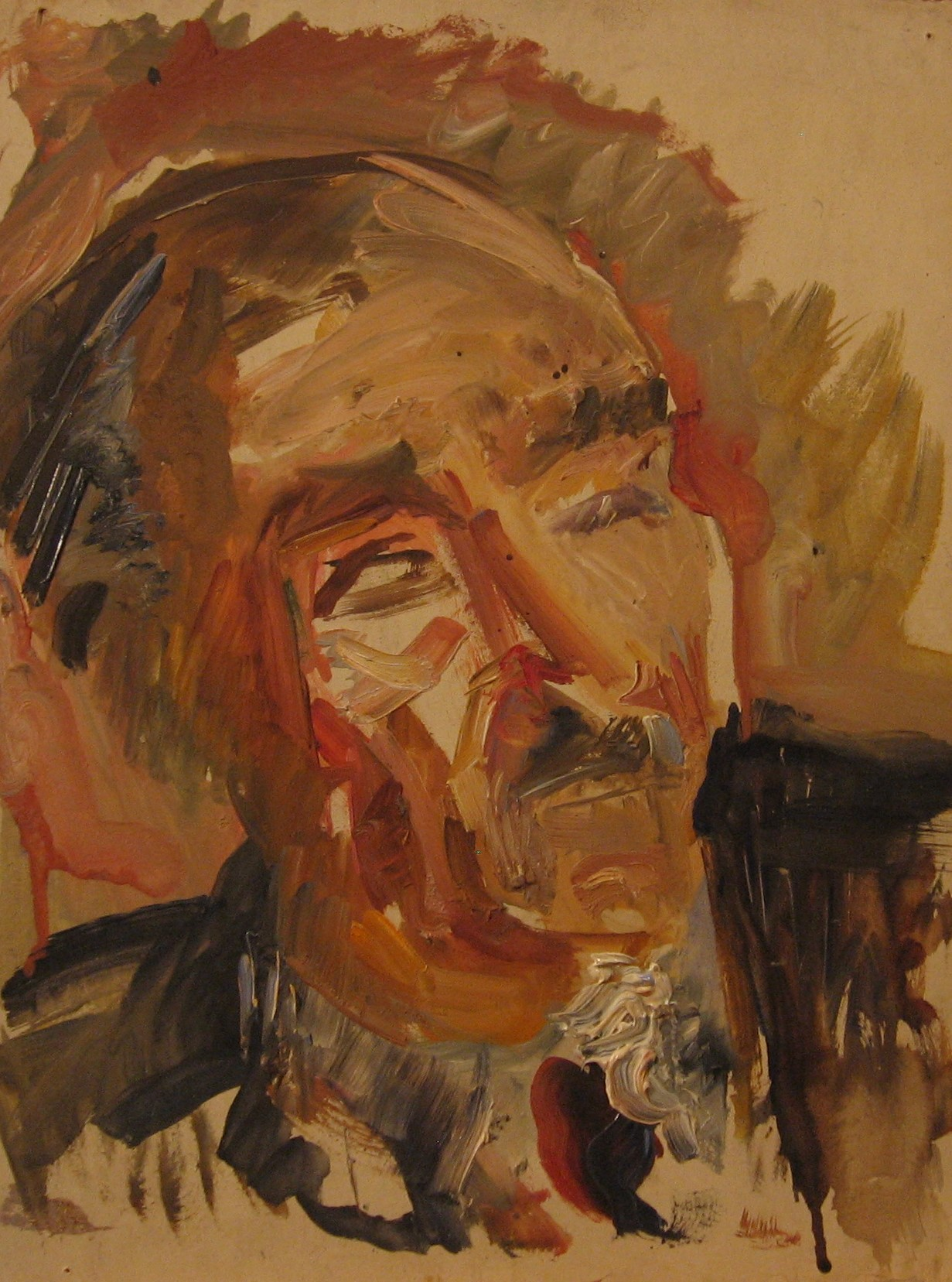
Gemälde Pierre Jean Jouve von Claire Bertrand

Pierre Jean Jouve (* 11. Oktober 1887 in Arras; † 8. Januar 1976 in Paris) war ein französischer Schriftsteller, Literaturkritiker und Anhänger Sigmund Freuds. Vor allem durch seine Lyrik bedeutend, veröffentlichte er auch Prosa, so zum Beispiel den Roman Paulina 1880.

## Leben
Pierre Jean Jouve wurde 1887 in Arras im Norden Frankreichs geboren. Sein Vater Alfred war Manager einer Versicherungsgesellschaft. Seine Mutter Eugénie Aimée Rosé weckte in ihm bereits früh ein Interesse für die Musik. Schwester Madeleine, die 1889 zur Welt kam, heiratete später Pierre Castiau, der auf Jouves intellektuelle Entwicklung als Schriftsteller großen Einfluss hatte. 
Im Jahr 1902 musste sich Jouve einer Blinddarmoperation unterziehen, nach der er für mehrere Jahre unter Müdigkeit und Depressionen litt. Er studierte Rechtswissenschaft an der Universität in Lille und veröffentlichte nebenher Gedichtrezensionen unter dem Titel Les Bandeaux d’or. 1910 heiratete er Marie Caroline Charpentier, eine Historikerin, die sich um seine unstete Gesundheit kümmerte. 1914 kam der gemeinsame Sohn, Olivier, zur Welt. Ausgemustert vom französischen Militär war Jouve während des Ersten Weltkriegs als Pfleger tätig und schloss sich der pazifistischen Bewegung um Romain Rolland an. 1921 lernte er Blanche Reverchon kennen, für die er sich von seiner Frau Marie Caroline scheiden ließ und mit der ab 1923 in einer Pariser Wohnung zusammenlebte.
Im Jahr 1925 veröffentlichte er seinen Roman Paulina 1880, der von ihm selbst und der Figur Hélène, einer Mischung aus verschiedenen Frauen, handelt. 1928 folgte der Roman Hécate, der 1931 mit Vagadu eine Fortsetzung fand. Beide Romane schildern das Leben einer unglücklichen Pariser Schauspielerin und wurden später unter dem Titel Die Abenteuer der Catherine Crachat (Aventure de Catherine Crachat) in einem Band veröffentlicht. Nachdem Jouve Hécate geschrieben hatte, war er erstmals mit der Lehre der Psychoanalyse in Berührung gekommen, worauf er in seiner Fortsetzung Vagadu seine Hauptfigur Catherine Crachat einer Psychoanalyse unterzieht. 
In seinen Werken konzentrierte er sich fortan auf die Lehre Sigmund Freuds, der zufolge das Unterbewusstsein von sexueller Energie dominiert und von Schuldgefühlen und Scham begleitet wird. 1933 verfasste er zusammen mit seiner Lebensgefährtin Blanche einen Artikel namens Moments d’une psychanalyse. Im selben Jahr schrieb er eine Gedichtsammlung unter dem Titel Sueur de sang.

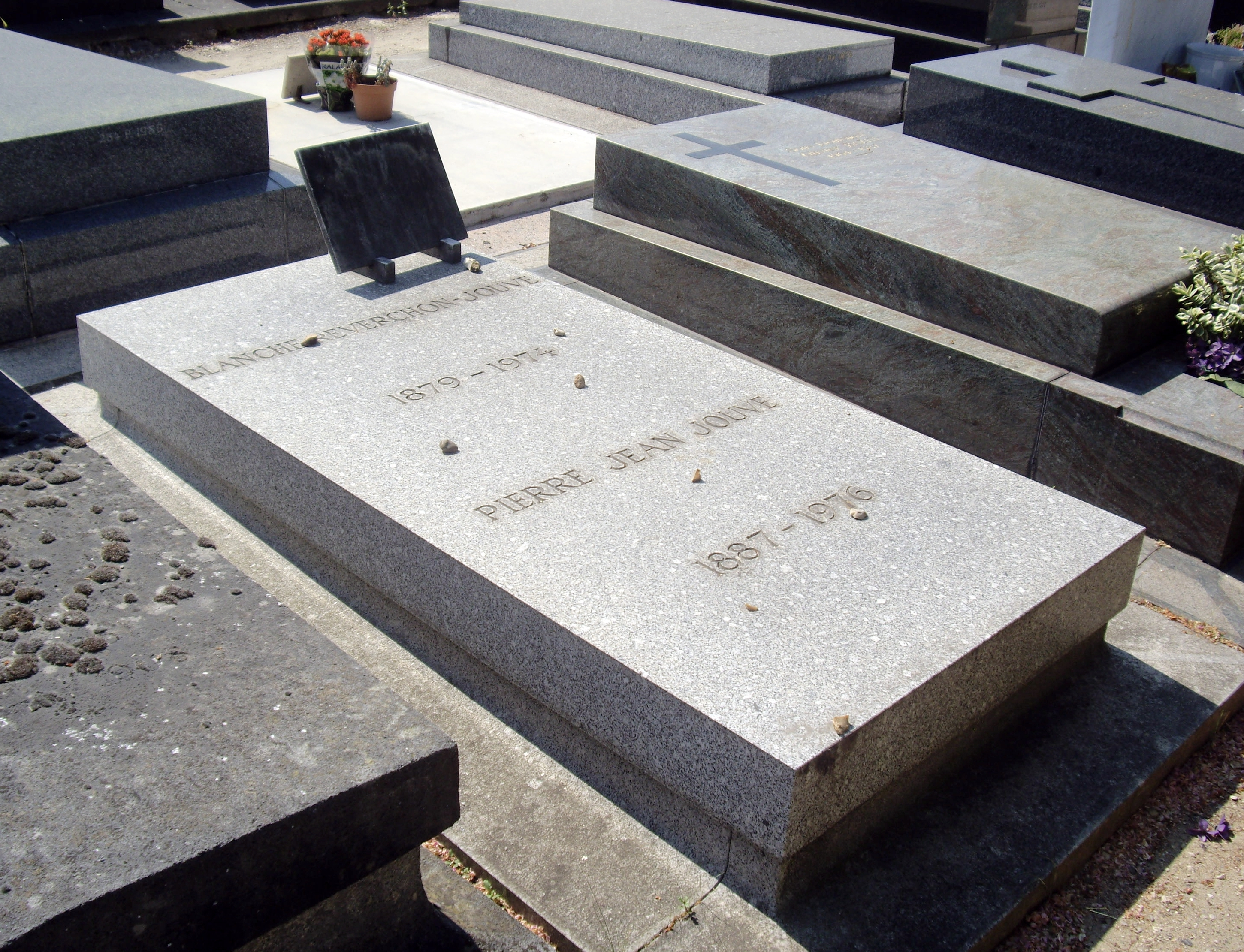
Jouves Grab auf dem Cimetière Montparnasse

Während der 1940er Jahre unterstützte er die französische Résistance gegen die deutsche Besetzung im Zweiten Weltkrieg. Er starb 1976 in Paris.

## Werke (Auswahl)
- Poème contre le grand crime (1916), deutsch von Felix Beran, Zürich: Max Rascher 1918
- Paulina 1880 (1925), deutsch von Elisabeth Borchers, Neuwied, Berlin: Luchterhand 1964
- Le Monde désert (1927)
- Les Noces (1928)
- Hécate (1928)
- Le Paradis perdu (1929)
- Vagadu (1931)
- Sueur de sang (1933)
- Le Don Juan de Mozart (1942)
- Tombeau de Baudelaire (1942)
- Diadème (1949)
- Mélodrame (1954)
- Invention (1959)
- La Scène capitale (1961)
- Ténèbres (1964)

## Verfilmungen seiner Werke
Im Jahr 1972 entstand eine französische Leinwandadaption von Paulina 1880 mit Maximilian Schell. Die beiden Romane Hécate und Vagadu, die 1947 erstmals als Die Abenteuer der Catherine Crachat in einem Band veröffentlicht wurden, verfilmte man 1990 unter dem Titel Aventure de Catherine C. mit Fanny Ardant und Hanna Schygulla.